# Gastronomía de África Oriental

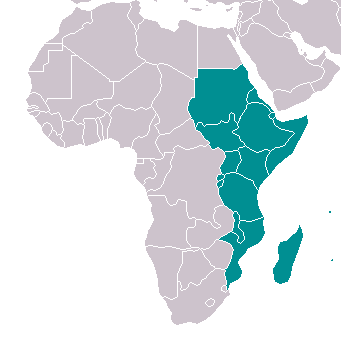
Este del continente africano.

La gastronomía de África oriental corresponde a las costumbres culinarias de los pueblos y etnias que viven en la parte oriental del continente africano denominada genéricamente África Oriental. La cocina del oriente africano varía bastante de área a área. En la sabana interior, la cocina tradicional nómada es distintiva en que los productos de carne están generalmente ausentes.

## Ingredientes comunes
Los ganados, tanto de las ovejas como de las cabras son tenidos como una forma de alimento moderno y un almacén de abundancia, no se consumen generalmente como alimento, se suelen comer los subproductos. En algunas áreas, se consume la leche y la sangre del ganado, pero raramente la carne. Por otra parte los granjeros cultivan una gran variedad tanto de granos como de verduras. El maíz y la harina de maíz es la base del ugali, la versión africana oriental del fufú de África occidental. El ugali es un plato elaborado con el almidón y es servido con las carnes o los guisos. En Uganda son famosos los plátanos cocidos al vapor, verdes llamados matoke proporcionan el almidón a muchas comidas.

## Gastronomías por País
- - Gastronomía de Burundi - Burundi.
- - Gastronomía de Comoras - Comoras.
- - Gastronomía de Yibuti - Yibuti.
- - Gastronomía de Eritrea - Eritrea.
- - Gastronomía de Etiopía - Etiopía.
- - Gastronomía de Kenia - Kenia.
- - Gastronomía de Madagascar - Madagascar.
- - Gastronomía de Malaui - Malaui.
- - Gastronomía de Mauricio - Mauricio.
- - Gastronomía de Mozambique - Mozambique.
- - Gastronomía de Ruanda - Ruanda.
- - Gastronomía de Seychelles - Seychelles.
- - Gastronomía de Sudán - Sudan.
- - Gastronomía de Somalia - Somalia.
- - Gastronomía de Tanzania - Tanzania.
- - Gastronomía de Uganda - Uganda.
- - Gastronomía de Zambia - Zambia.
- - Gastronomía de Zimbabue - Zimbabue.